# Die Männer um Lucie
Die Männer um Lucie ist eine deutsch-amerikanische Filmkomödie aus dem Jahre 1931 von Alexander Korda mit Liane Haid als Lucie und Walter Rilla in der männlichen Hauptrolle.

## Handlung
Paris rund um das Jahr 1930. Die Tänzerin Lucie und der Komponist Robert sind ein Paar wie Hund und Katze: Sie streiten sich, sie leben sich. Auch andere Männer wie der chancenlose Bildhauer Karl, Roberts bester Freund, haben ein Auge auf die lebhafte, junge Frau geworfen. Der gutsituierte, wohlhabende Bankier Prunier will Lucie unbedingt erobern. Im Glauben, sie mit seinem Geld beeindrucken zu können, bittet der Bänker Lucies Freundin Lola darum, ihn mit ihr bekannt zu machen. Und so kommt es, dass Prunier in einem Nachtlokal auf Lucie und Lola trifft, einem In-Ort, wo sich auch die Pariser Künstler-Bohème des Montparnasse gern einfindet. Als der zufällig gleichfalls eintreffende Robert die drei lachend beieinander sitzen sieht, kocht in ihm die Eifersucht hoch. Robert hält sich jedoch mühsam zurück. Anstatt eine Szene zu machen, kauft er lieber einen Strauß duftender Veilchen. Als er mit den Blumen zurückkehrt, haben Lucie und ihre Freunde jedoch das Lokal verlassen und sind zur nächsten Kneipe weitergezogen. Wütend beendet Robert seine Beziehung mit Lucie und verlässt Paris, um nach Rom weiterzureisen.
Tief getroffen über Roberts Überreaktion nimmt Lucie einen Heiratsantrag Pruniers an und wird dessen Ehefrau. Diese Entscheidung bereut Lucie bitter, denn sie wird an der Seite des Bankiers, für den sie kaum mehr als ein Dekorationsobjekt ist, nicht glücklich. Robert löchert Lola, um zu erfahren, wie es „seiner“ Lucie geht, doch die hat nicht viel Gutes zu berichten. Als Lucie eines Abends allein zur Oper geht, sucht Robert sie in ihrer Loge auf. Bei beiden jungen Leuten sind die Gefühle noch nicht erkaltet. Sie umarmen und küssen sich. Lucie findet jedoch nicht den Mut, ihrem Mann ihr Gefühlschaos zu beichten. Erst als er einen gemeinsamen Urlaub versagt, reist Lucie allein nach Deauville, um sich über ihre Zukunft im klaren zu werden. Daisy Prunier, die Tochter des Bankiers, hat ein gutes Verhältnis zu ihrer Stiefmutter aufgebaut und erkennt, dass ihre Freundin mit ihrem Vater nicht glücklich ist. So borgt sie Robert ihr Auto, mit dem dieser nach Deauville nachfährt. Dort endlich kommt es zur Wiedervereinigung von Lucie und Robert. Sie beschließen, fortan zusammenzubleiben.

## Produktionsnotizen
Die Männer um Lucie entstand 1931 als deutsche Fassung der US-Produktion Laughter in den Paramount-Studios von Joinville bei Paris. Der Film wurde am 6. August 1931 in Berlins Gloria-Palast uraufgeführt. 
Henri Ménessier entwarf die Filmbauten. Benno Vigny und Walter Mehring schrieben die Musiktexte.

## Musik
Folgende Musiktitel wurden gespielt:
- Auch du wirst einst wiederkehren
- Frau’n von jeder Klasse
- Ich brauche einen Mann
- Liebling, sag’ nicht auf Wiedersehen

## Kritik
Die Österreichische Film-Zeitung schrieb: „Unter der geschickten, einfallsreichen, eleganten Regie Alexander Kordas ist mit … „Die Männer um Lucie“ eine ganz entzückende, charmante Komödie entstanden, die, von pariserischer Grazie, feiner Pikanterie und launiger Heiterkeit erfüllt, ihren Anreiz von vornherein aus dem Milieu bezieht, in dem die Handlung sich bewegt: der Welt der Künstler am Pariser Montparnasse.“